# X-Ray Dog
X-Ray Dog es un estudio de música con sede en Burbank, California.
X-Ray Dog produce principalmente música orquestal y coral de gama alta para tráileres de películas y televisión. 
Su música aparece en los tráileres de muchas películas como Harry Potter y el cáliz de fuego, Harry Potter y la Orden del Fénix, Las Crónicas de Narnia, La brújula dorada, King Kong, Piratas del Caribe, Expiación, Crepúsculo y muchos más.
Una de las canciones más populares de alimentación es de estilo gótico, que se ha utilizado en las campañas de publicidad en películas como El Señor de los Anillos (2001).
A pesar de que su música no está disponible para los sitios públicos, muchos de ellos ofrecen la posibilidad de descargar en secreto sus temas.
- Datos: Q185874